# Луговое (Хмельницкая область)
Луговое (укр. Лугове) — село в Ярмолинецком районе Хмельницкой области Украины.
Население по переписи 2001 года составляло 337 человек. Почтовый индекс — 32122. Телефонный код — 3853. Занимает площадь 1,265 км². Код КОАТУУ — 6825880803.

## История
В 1945 г. Указом Президиума ВС УССР село Свинная переименовано в Луговое.

## Местный совет
32122, Хмельницкая обл., Ярмолинецкий р-н, с. Баламутовка